# Exterminio de gorriones en China
El exterminio de gorriones en China fue una idea medioambiental desarrollada durante el gobierno comunista de Mao Zedong como parte del proyecto denominado Gran Salto Adelante, y dentro de la denominada Campaña de las cuatro plagas. Supuestamente se obtendría más toneladas de grano al desaparecer un ave que se alimentaba de ellos. El ave fue prácticamente extinguida de China pero su desaparición provocó la aparición de plagas de insectos —como la langosta— que asolaron los cultivos siendo uno de los detonantes de la Gran hambruna china y obligando al gobierno chino a rectificar la decisión importando gorriones desde la URSS. A día de hoy no se han recuperado las poblaciones de gorriones previas al exterminio.
Al principio de la campaña, las cuatro plagas se definían como rata, gorrión, mosca y mosquito. Tras el rechazo unánime de los zoólogos, las cuatro plagas se redefinieron en 1960 como ratas, chinches, moscas y mosquitos. Más tarde, debido a los cambios en la vida social, las chinches fueron sustituidas por las cucarachas. Así, las cuatro plagas se definieron finalmente como ratas, cucarachas, moscas y mosquitos.

## El Gran Salto Adelante y las Cuatro Plagas

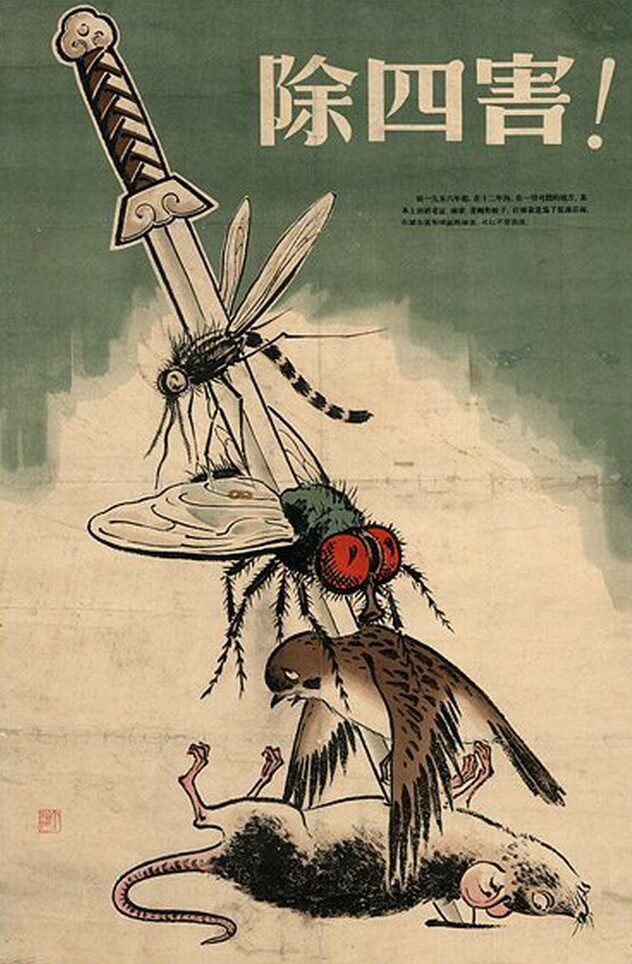
Revolución Cultural y Gran Salto Adelante. Carteles publicados en 1958 con los cuatro tipos de plagas: mosquito, mosca, gorrión y rata (de arriba abajo).

En el año 1958 Mao lanzó el proyecto del Gran Salto Adelante, que pretendía convertir a China en una gran potencia industrial mediante una movilización masiva de la mano de obra para suplir la falta de tecnología, maquinaria y experiencia. Se pretendía incrementar la producción en la agricultura, pero sobre todo se deseaba potenciar la industria pesada.
Dentro del Gran Salto Adelante, se desarrollaron varias campañas, una de las cuales fue el proyecto de las Cuatro Plagas, en el cual el gobierno chino decretaba que fueran completamente eliminadas cuatro especies consideradas letales para las cosechas: ratones, moscas, mosquitos y gorriones. El argumento para exterminar al gorrión molinero (Passer montanus) era que devoraba el grano almacenado. Se publicaron cálculos según los cuales cada gorrión comía de media 4,5 kg de grano al año. Por lo tanto, matando a un millón de gorriones, se podría alimentar a 60 000 personas más. Según palabras de Mao Zedong, «los gorriones son una de las peores plagas, son enemigos de la revolución, se comen nuestras cosechas, mátenlos. Ningún guerrero se retirará hasta erradicarlos, tenemos que perseverar con la tenacidad del revolucionario».
Cuatro plagas
La campaña "Cuatro plagas" se introdujo en 1958 como una campaña de higiene destinada a erradicar las plagas responsables de la transmisión de pestilencias y enfermedades:
- los mosquitos, responsables de la malaria
- los roedores que propagan la peste
- las omnipresentes moscas en el aire
- los gorriones, específicamente el gorrión molinero, que comía semillas de granos y frutas[4]

## La persecución

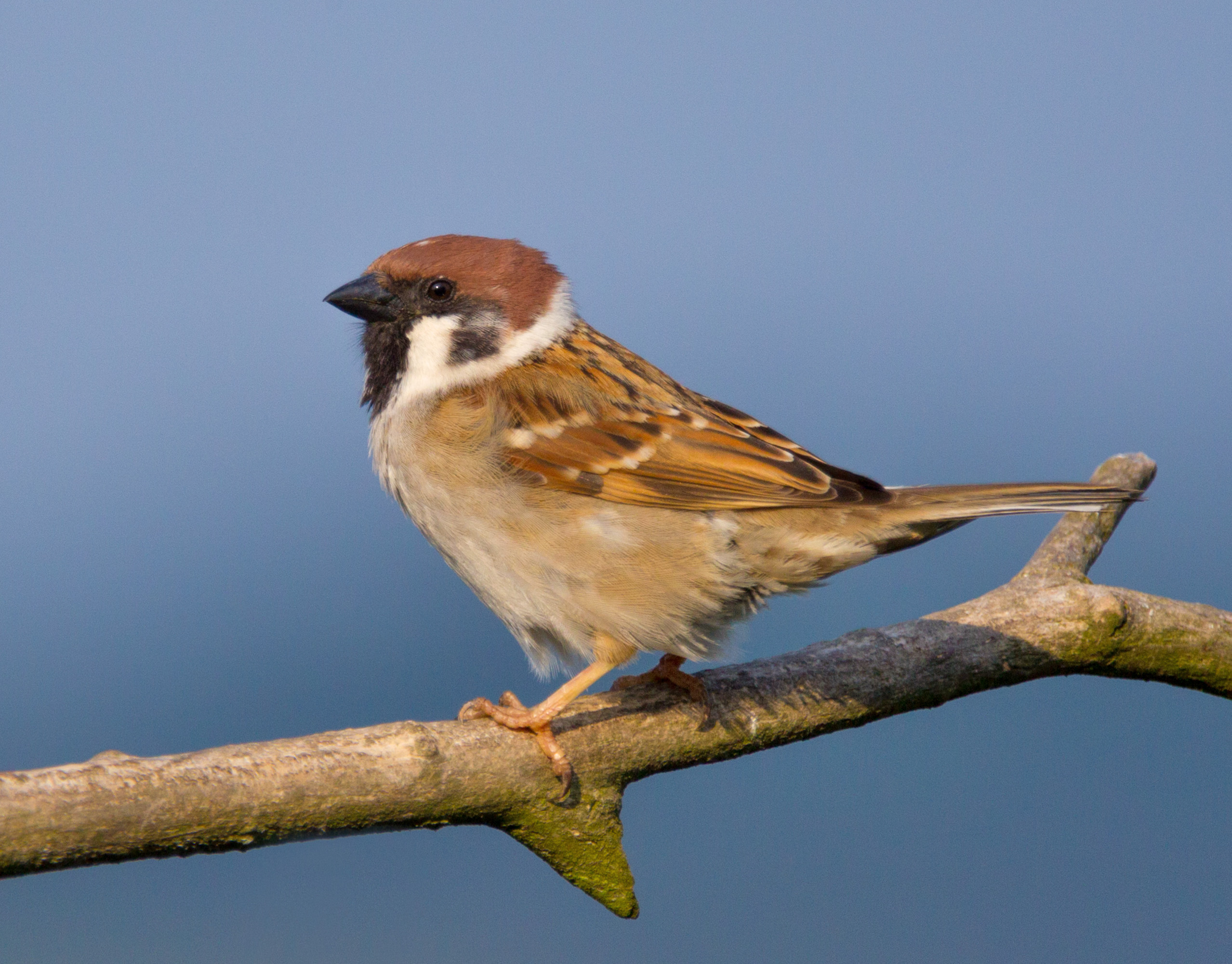
El gorrión molinero fue el objetivo más destacado de esta campaña.

### Metodología
Para exterminar a los gorriones, se movilizó a la población para que golpease ollas y sartenes hasta que los gorriones y otros pájaros cayeran muertos de agotamiento. Sin embargo, el procedimiento más frecuente era la eliminación por envenenamiento. Los nidos fueron destruidos, los huevos rotos y los polluelos acabaron muertos al no haber adultos que los alimentasen. La campaña supuso un éxito y estuvo a punto de aniquilar por completo a los gorriones.
Algunos gorriones encontraron refugio en los locales extraterritoriales de varias misiones diplomáticas en China. El personal de la embajada de Polonia en Pekín negó la solicitud china de ingresar a las instalaciones de la embajada para ahuyentar a los gorriones que se escondían allí y como resultado la embajada fue rodeada por personas con tambores. Después de dos días de tambores constantes, los polacos tuvieron que usar palas para limpiar la embajada de gorriones muertos.

### Publicidad
La guerra contra los gorriones tuvo un importante factor publicitario, surgido por la necesidad de movilizar a toda la población contra estas aves. Se llenaron las calles con carteles contra las Cuatro Plagas. La operación fue un elemento clave en algunos discursos, como la ya mencionada frase "Los gorriones son una de las peores plagas de China".

## Relaciones entre Corea del Norte y China respecto al asunto de los gorriones
La China de Mao Zedong y la Corea del Norte de Kim Il-sung mantuvieron una serie de relaciones internacionales con respecto a la batalla contra los gorriones, iniciadas con la sugerencia de Mao Zedong de aniquilar a estas aves en Corea. Mientras que el líder chino se mostraba convencido de que esa operación traería grandes resultados económicos a Corea, Kim II Sung se mostraba escéptico, aunque creía que había una posibilidad de éxito.
Entonces, para asegurarse de su éxito, puso en marcha el Plan Trianual de Eliminación de los Gorriones, que se ejecutaría en cuanto China mostrara los frutos de su exterminio de aves. Al ver Kim II Sung los fatídicos resultados del plan maoísta, la operación fue inmediatamente abolida y jamás llegó a empezarse.

## Fin de la persecución y plaga de langostas

### Científicos estadounidenses intervienen
A principios de 1960, científicos norteamericanos  de la NAS (United States National Academy of Sciences), alarmados por el plan de Mao, publicaron una investigación donde se aseguraba que «los gorriones comen más insectos que grano». Pero como la investigación venía de los Estados Unidos, país capitalista considerado enemigo, Mao desdeñó sus advertencias, ciñéndose a su aforismo: ren ding sheng tian (el hombre debe derrotar a la naturaleza). Ahora bien, como cuenta Tim Flannery:

Pero como se persiguió de una forma tan enérgica a los pájaros que se comían los insectos por la acusación de que se comían el grano, la consecuencia fue que se dejaron los campos vulnerables a los ataques de los insectos.

En abril de 1960 Mao se dio cuenta de que había estado equivocado, y se dirigió a los medios con la frase "suàn le" (Olvidadlos) con la que se concluyó la persecución de los gorriones.[cita requerida]

### La plaga de langostas: La Unión Soviética presta su ayuda
A pesar de haber frenado la persecución, el daño causado por el aniquilamiento de los gorriones trajo consigo la proliferación de las langostas. Estas fueron responsables de una terrible plaga que formó una parte muy importante de la Gran hambruna china, periodo de 3 años que pusieron fin al Gran Paso Adelante en el que se estima que el número de muertos oscila entre 15 millones y 45 millones. Las condiciones de miseria fueron terribles, las cosechas fueron devoradas por las langostas y montones de personas murieron en la pobreza. La tasa de natalidad disminuyó y la de mortalidad aumentó, y los daños económicos fueron terribles, sobre todo para el pueblo llano. La Unión Soviética de Nikita Jruschov ayudó a Mao a encargarse de la repoblación de gorriones. Para ello, el dirigente chino solicitó a la URSS un cargamento de 200 000 que llegarían a China en secreto para evitar un descenso de la popularidad de Mao Zedong.

## Política proteccionista del gorrión en la China actual

### Ausencia del gorrión en la nueva lista de las Cuatro Plagas
El 19 de junio de 1998 se colgó un cartel en la Universidad de Agricultura del Sureste, en la provincia de Chongqing, en el que se leía: "Quitémonos de encima a las cuatro plagas".
Los ratones, moscas y mosquitos siguen estando en la lista, pero el gorrión ha sido sustituido por la cucaracha. Esto es síntoma de la nueva política China (en aquel entonces dirigida por Jiang Zemin) de proteger a los gorriones. Las campañas sucesivas contra las Cuatro Plagas no tuvieron tanta repercusión como la iniciada por Mao Zedong hacía aproximadamente 40 años.

### El gorrión, especie fuertemente protegida

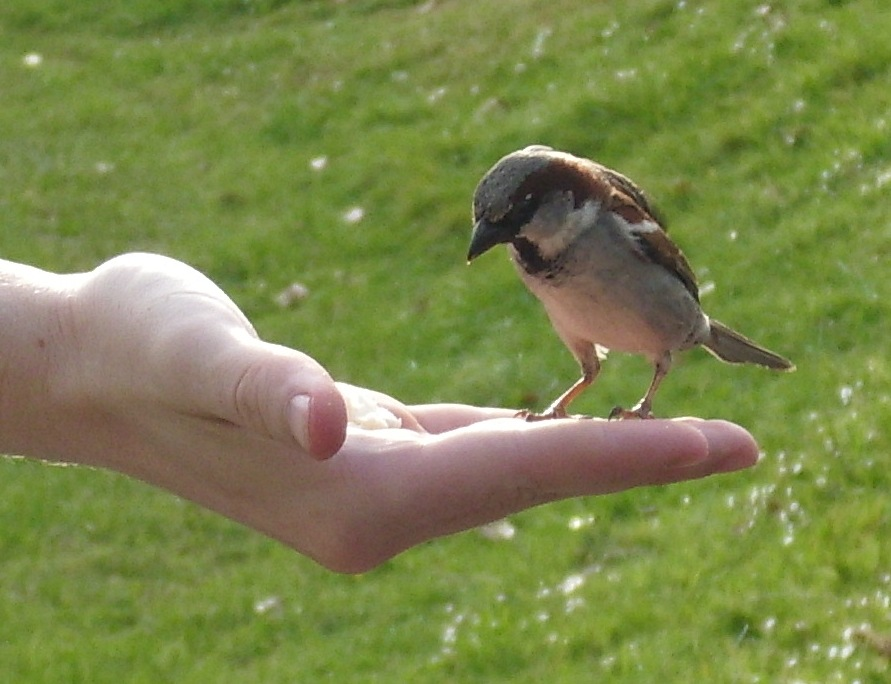
Gorrión macho alimentándose de la mano. Aunque hay un mayor proteccionismo con respecto a estas aves, el número de estos sigue disminuyendo, y probablemente los daños sean irreparables.

El 1 de agosto de 2001 se le proporciona al gorrión el estatus de ave protegida. Sin embargo, la imagen negativa del gorrión derivada desde los tiempos de Mao seguía (y sigue) causando estragos en la población de estas aves, por lo que el gobierno chino emprendió una política de limpieza de la imagen del gorrión.

### La ley del 26 de diciembre de 2002: la protección legal del gorrión aumenta
El 26 de diciembre de 2002 la ley se recrudece con el cazador. Esta ley, decretada en la provincia de Hunan, al sur del río Yangtsé, promulga que aquel que mate, cace o venda gorriones será "severamente castigado". Sin embargo, la población china de gorriones continúa descendiendo. Los conservacionistas alegan que esto es fruto del uso de pesticidas en la agricultura y de los "desaprensivos dueños de restaurantes".